# Équipe du Zimbabwe de football à la Coupe d'Afrique des nations 2021
L’équipe du Zimbabwe de football participe à la Coupe d'Afrique des nations 2021 organisée au Cameroun du 9 janvier au 6 février 2022. Il s'agit de la 5e participation des Warriors entraînés par Norman Mapeza. Ils sont éliminés au premier tour avec deux défaites, face au Sénégal (0-1) et au Malawi (1-2) et une victoire face à la Guinée (2-1).

## Qualifications
Le Zimbabwe est placé dans le groupe H des qualifications qui se déroulent de novembre 2019 à mars 2021. Ces éliminatoires sont perturbés par l'épidémie de covid-19. Les Warriors se qualifient lors de la cinquième journée, en s'assurant la deuxième place du groupe derrière l'Algérie.
| Rang | Équipe   | Pts | J | G | N | P | Bp | Bc | Diff |  | Résultats (▼ dom., ► ext.) |     |     |     |     |
| ---- | -------- | --- | - | - | - | - | -- | -- | ---- |  | -------------------------- | --- | --- | --- | --- |
| 1    | Algérie  | 14  | 6 | 4 | 2 | 0 | 19 | 6  | +13  |  | Algérie                    |     | 3-1 | 5-0 | 5-0 |
| 2    | Zimbabwe | 8   | 6 | 2 | 2 | 2 | 6  | 8  | -2   |  | Zimbabwe                   | 2-2 |     | 0-2 | 0-0 |
| 3    | Zambie   | 7   | 6 | 2 | 1 | 3 | 8  | 12 | -4   |  | Zambie                     | 3-3 | 1-2 |     | 2-1 |
| 4    | Botswana | 4   | 6 | 1 | 1 | 4 | 2  | 9  | -7   |  | Botswana                   | 0-1 | 0-1 | 1-0 |     |

| 1re journée                  | Zimbabwe      | 0 - 0   | Botswana                            |                                                                                     |                                                                                     |
| 15 novembre 2019 18h00 UTC+0 |               | (0 - 0) |                                     | National Sports Stadium, Harare Spectateurs : 35 000 Arbitrage : Thierry Nkurunziza | National Sports Stadium, Harare Spectateurs : 35 000 Arbitrage : Thierry Nkurunziza |
| 15 novembre 2019 18h00 UTC+0 | Mahachi 90+1e | Rapport | 83e Ditshupo (en) 90+6e Ramatlapeng | National Sports Stadium, Harare Spectateurs : 35 000 Arbitrage : Thierry Nkurunziza | National Sports Stadium, Harare Spectateurs : 35 000 Arbitrage : Thierry Nkurunziza |

| 2e journée                   | Zambie   | 1 - 2       | Zimbabwe        |                                                                                  |                                                                                  |
| 19 novembre 2019 18h00 UTC+0 | Daka 20e | (1 - 1)     | 11e 79e Billiat | National Heroes Stadium, Lusaka Spectateurs : 42 000 Arbitrage : Mahamadou Keita | National Heroes Stadium, Lusaka Spectateurs : 42 000 Arbitrage : Mahamadou Keita |
| 19 novembre 2019 18h00 UTC+0 |          | 52e Billiat |                 | National Heroes Stadium, Lusaka Spectateurs : 42 000 Arbitrage : Mahamadou Keita | National Heroes Stadium, Lusaka Spectateurs : 42 000 Arbitrage : Mahamadou Keita |

| 3e journée                   | Algérie                                   | 3 - 1   | Zimbabwe                   |                                                                                |                                                                                |
| 12 novembre 2020 20h00 UTC+0 | Bounedjah 31e · Feghouli 43e · Mahrez 67e | (2 - 0) | 80e Kadewere               | Stade du 5-Juillet-1962, Alger Spectateurs : Huis clos Arbitrage : Sidi Alioum | Stade du 5-Juillet-1962, Alger Spectateurs : Huis clos Arbitrage : Sidi Alioum |
| 12 novembre 2020 20h00 UTC+0 | Ounas 90e                                 |         | 23e Mudimu (en) 78e Musona | Stade du 5-Juillet-1962, Alger Spectateurs : Huis clos Arbitrage : Sidi Alioum | Stade du 5-Juillet-1962, Alger Spectateurs : Huis clos Arbitrage : Sidi Alioum |

| 4e journée                   | Zimbabwe                                 | 2 - 2   | Algérie                                     |                                                                                                |                                                                                                |
| 16 novembre 2020 14h00 UTC+0 | Musona 43e · Dube 82e                    | (1 - 2) | 33e Delort · 38e Mahrez                     | National Sports Stadium, Harare Spectateurs : Huis clos Arbitrage : Mahmoud Ali Mahmood Ismail | National Sports Stadium, Harare Spectateurs : Huis clos Arbitrage : Mahmoud Ali Mahmood Ismail |
| 16 novembre 2020 14h00 UTC+0 | Chicksen (en) Rusike (en) 28e Hadebe 64e |         | 41e Benlamri 87e Bounedjah 90+1e Bensebaini | National Sports Stadium, Harare Spectateurs : Huis clos Arbitrage : Mahmoud Ali Mahmood Ismail | National Sports Stadium, Harare Spectateurs : Huis clos Arbitrage : Mahmoud Ali Mahmood Ismail |

| 5e journée               | Botswana                                          | 0 - 1   | Zimbabwe                              |                                                                                       |                                                                                       |
| 25 mars 2021 17h00 UTC+0 |                                                   | (0 - 1) | Chikwende 14e                         | Francistown Stadium, Francistown Spectateurs : Huis clos Arbitrage : Georges Gatogato | Francistown Stadium, Francistown Spectateurs : Huis clos Arbitrage : Georges Gatogato |
| 25 mars 2021 17h00 UTC+0 | Kgamanyane 28eMathumo (en) 43e Gaolaolwe (en) 75e |         | 52e Dzingai (en) 57e Dzvukamanja (en) | Francistown Stadium, Francistown Spectateurs : Huis clos Arbitrage : Georges Gatogato | Francistown Stadium, Francistown Spectateurs : Huis clos Arbitrage : Georges Gatogato |

| 6e journée               | Zimbabwe        | 0 - 2   | Zambie            |                                                                                          |                                                                                          |
| 29 mars 2021 21h00 UTC+0 |                 | (0 - 1) | 21e 90+2e Daka    | National Sports Stadium, Harare Spectateurs : Huis clos Arbitrage : Molise Retselisitsoe | National Sports Stadium, Harare Spectateurs : Huis clos Arbitrage : Molise Retselisitsoe |
| 29 mars 2021 21h00 UTC+0 | Rusike (en) 41e |         | 69e Gamphani (en) | National Sports Stadium, Harare Spectateurs : Huis clos Arbitrage : Molise Retselisitsoe | National Sports Stadium, Harare Spectateurs : Huis clos Arbitrage : Molise Retselisitsoe |

### Statistiques

#### Buteurs
| Buts | Joueurs                                                         |
| ---- | --------------------------------------------------------------- |
| 2    | Khama Billiat                                                   |
| 1    | Perfect Chikwende, Prince Dube, Tino Kadewere, Knowledge Musona |

## Préparation
Les Warriors arrivent au Cameroun dès le 30 décembre. Ils affrontent le Soudan en amical à Yaoundé le 2 janvier (0-0).
| Match amical   | Zimbabwe | 0 - 0   | Soudan |         |         |
| 2 janvier 2021 |          | (0 - 0) |        | Yaoundé | Yaoundé |

## Compétition

### Tirage au sort
Le tirage au sort de la CAN 2021 est effectué le 17 août 2021 à Yaoundé. Le Zimbabwe, 108e nation au classement FIFA, est placé dans le chapeau 3. Le tirage place les Warriors dans le groupe B, avec le Sénégal (chapeau 1, 21e au classement FIFA), la Guinée (chapeau 2, 76e)  et le Malawi (chapeau 4, 118e).

### Effectif
Le sélectionneur Norman Mapeza annonce la liste des 23 joueurs retenus fin décembre.

### Premier tour
Le Zimbabwe s'incline lors de son premier match (1-0) face au Sénégal, sur un pénalty à la fin du temps additionnel, pour une main de Kelvin Madzongwe.
Lors du deuxième match, Ishmael Wadi ouvre le score, mais le Malawi s'impose grâce à un doublé de Gabadinho Mhango. Cette défaite condamne le Zimbabwe à la dernière place du groupe.
Le Zimbabwe sauve l'honneur lors du dernier match, en battant la Guinée (2-1).
| Rang | Équipe   | Pts | J | G | N | P | Bp | Bc | Diff |  | Résultats (▼ dom., ► ext.) |  |     |     |     |
| ---- | -------- | --- | - | - | - | - | -- | -- | ---- |  | -------------------------- |  | --- | --- | --- |
| 1    | Sénégal  | 5   | 3 | 1 | 2 | 0 | 1  | 0  | +1   |  | Sénégal                    |  | 0-0 | 0-0 | 1-0 |
| 2    | Guinée   | 4   | 3 | 1 | 1 | 1 | 2  | 2  | 0    |  | Guinée                     |  |     | 1-0 | 1-2 |
| 3    | Malawi   | 4   | 3 | 1 | 1 | 1 | 2  | 2  | 0    |  | Malawi                     |  |     |     | 2-1 |
| 4    | Zimbabwe | 3   | 3 | 1 | 0 | 2 | 3  | 4  | -1   |  | Zimbabwe                   |  |     |     |     |

     Équipe qualifiée ou victorieuse; Pts = points; J = joués; G = gagnés; N = nuls; P = perdus;
Bp = buts pour; Bc = buts contre; Diff = différence de buts
| 10 janvier 2022 | Sénégal | 1 - 0   | Zimbabwe | Stade omnisports de Bafoussam, Bafoussam |                           |
| 14h00 WAT       | Mané 90+7e (pen.) | (0 - 0) | | Arbitrage : Mario Escobar                | Arbitrage : Mario Escobar |
| 14h00 WAT       | Baldé 31e | Rapport | 52e Hadebe · 90+5e Madzongwe · | Arbitrage : Mario Escobar                | Arbitrage : Mario Escobar |
| 14h00 WAT       | Dieng - Ballo-Touré, A. Diallo, P.A. Cissé, Mbaye - I. Gueye , Kouyaté, B. Sarr - Keita Baldé (H. Diallo, 64e), Mané, Dia (P. Gueye, 77e) | Équipes | Mhari - Bhasera, Hadebe, Takwara, Chimwemwe - Madzongwe, Kangwa, Benyu (Kamusoko 71e) , Musona (Tigere 88e), Wadi - Dube (Kadewere 46e) | Arbitrage : Mario Escobar                | Arbitrage : Mario Escobar |

| Match 16                  | Malawi                      | 2 - 1   | Zimbabwe                                | Stade omnisports de Bafoussam, Bafoussam                  |                                                           |
| 14 janvier 2022 17h00 WAT | Mhango 43e 58e              | (1 - 1) | 38e Wadi                                | Arbitrage : Beida Dahane Arbitre vidéo : Bouchra Karboubi | Arbitrage : Beida Dahane Arbitre vidéo : Bouchra Karboubi |
| 14 janvier 2022 17h00 WAT | Sanudi 49e · Kakhobwe 90+1e | Rapport | 20e Kangwa · 29e Hadebe · 83e Madzongwe | Arbitrage : Beida Dahane Arbitre vidéo : Bouchra Karboubi | Arbitrage : Beida Dahane Arbitre vidéo : Bouchra Karboubi |

| Match 28                  | Zimbabwe                 | 2 - 1   | Guinée       | Stade Ahmadou-Ahidjo, Yaoundé                                  |                                                                |
| 18 janvier 2022 17h00 WAT | Musona 26e · Mahachi 43e | (2 - 0) | 49e N. Keita | Arbitrage : Salima Mukansanga Arbitre vidéo : Bouchra Karboubi | Arbitrage : Salima Mukansanga Arbitre vidéo : Bouchra Karboubi |
| 18 janvier 2022 17h00 WAT | Rapport                  |         |              | Arbitrage : Salima Mukansanga Arbitre vidéo : Bouchra Karboubi | Arbitrage : Salima Mukansanga Arbitre vidéo : Bouchra Karboubi |

### Statistiques

#### Buteurs
| Buts | Joueurs            | Adversaires |
| ---- | ------------------ | ----------- |
| 1    | Kudakwashe Mahachi | Guinée (1)  |
| 1    | Knowledge Musona   | Guinée (1)  |
| 1    | Ishmael Wadi       | Malawi (1)  |